# Borkener Braunkohlerevier

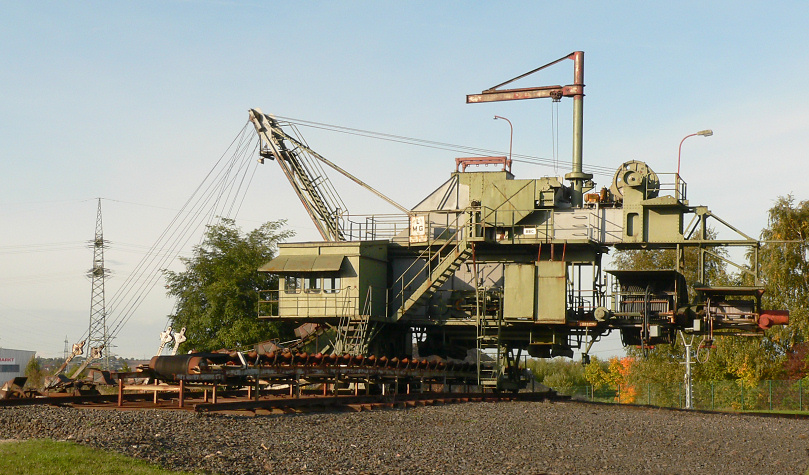
Großbagger aus dem Tagebau Altenburg, heute im Hessischen Braunkohle-Bergbaumuseum in Borken

Das Borkener Braunkohlerevier ist ein (ehemaliges) Bergbaurevier in der Westhessischen Senke um Borken in Hessen. Hier sind in den tertiären Sedimenten ergiebige Braunkohlevorkommen aus dem Eozän eingelagert, die als „Ältere Hessische Braunkohle“ bezeichnet werden und anfangs im Untertagebau, später im Tagebau, gefördert wurden. Das Borkener Revier wird als größtes und ergiebigstes Teilrevier dem Nordhessischen Braunkohlerevier zugeordnet.

## Geschichte
1897 wurde beim Bau eines Brunnens in Arnsbach Braunkohle gefunden. Um das vermutete größere Braunkohlevorkommen zu erschließen, wurde die Gewerkschaft Arnsbach gegründet. Unter ihrer Führung wurde von 1900 bis 1909 in einem Tiefbaubetrieb auf dem Gebiet des späteren Tagebaues Gombeth Braunkohle gefördert. Die Abbaurechte wurden 1919 von den Deutschen Kaliwerken und 1921 vom preußischen Staat übernommen. Preußen gründete in Folge die Gewerkschaft Großkraftwerk Main-Weser AG, die die Braunkohlefelder um Borken erwarb, 1922 mit dem Bau des Kraftwerks Borken begann und im Oktober 1927 in der PreussenElektra aufging.
Die Förderung der Braunkohle wurde von zwei Unternehmen durchgeführt:
- im südlichen Bereich durch die BUBIAG (Braunkohle- und Brikett-Industrie-Aktiengesellschaft) zwischen den Orten
  - Stolzenbach,
  - Dillich und
  - Neuenhain;
- im nördlichen Bereich durch die PreussenElektra zwischen den Orten
  - Haarhausen
  - Gombeth und
  - Großenenglis.

### Niedergang und Einstellung
Zum Niedergang des Bergbaus im Borkener Revier trug das Grubenunglück von Stolzenbach am 1. Juni 1988 bei, in dessen Folge die Schachtanlage Stolzenbach stillgelegt und die Einstellung der gesamten Kohleförderung im Borkener Revier sowie die Stilllegung des Borkener Kraftwerks früher als geplant vollzogen wurden. Der Untertagebau wurde infolge des Unglücks eingestellt, der Tagebau wurde bis zur Stilllegung des Großkraftwerks Main-Weser am 15. März 1991 im Tagebau Zimmersrode weitergeführt. Damit endete die Bergbaugeschichte in der Region. Das 1992 eröffnete Hessische Braunkohle Bergbaumuseum in Borken hält die Erinnerung an dieses Kapitel regionaler Geschichte wach.

### Entwicklung der Belegschaft
- 1922: 50
- 1939: 900
- 1954: 1800

## Förderorte

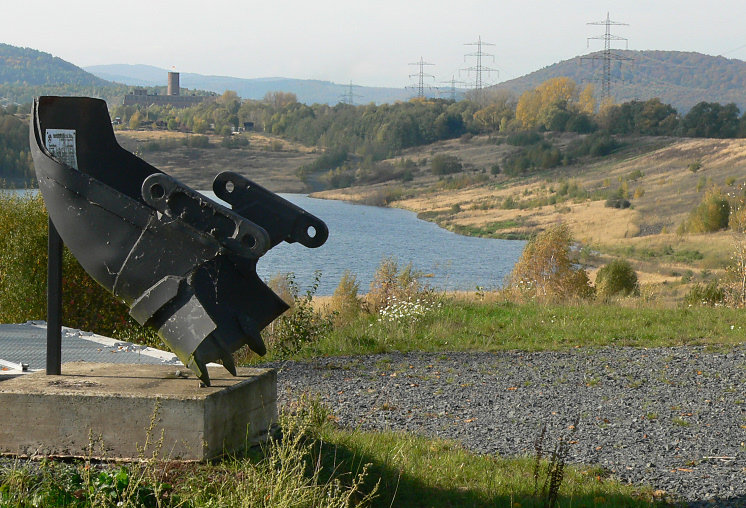
Der Gombether See, ein Tagebaurestsee im Borkener Revier; im Vordergrund eine Schaufel eines Eimerkettenbaggers

### Tagebau
Der Abraum der frühen Tagebaue wurde auf zwei Hochkippen (Kippe Altenburg bei Arnsbach und Kippe Dosenberg bei Uttershausen) abgelagert. Diese Tagebaue wurden dann mit Abraum aus den Nachfolgetagebauen verfüllt. Von ihnen ist heute außer Flussbegradigungen und Veränderungen der Parzellierung nichts mehr zu sehen. Für die späteren Tagebaue fehlte dann der Abraum zur Verfüllung, sodass sie zumeist wasserbaulich rekultiviert wurden. Die späteren Tagebaue waren auch gleichzeitig die kleinsten, da zuerst die großen Lagerstätten mit günstigem Abraum-Kohle-Verhältnis abgebaut wurden. Außerdem wurden bei diesen kleinen Tagebauen auch weitaus weniger Oberflächenbereinigungen durchgeführt.
Die Tagebaue Ostheim und Zimmersrode befanden sich nicht auf dem Gebiet der Stadt Borken.
| Tagebau           | Beginn | Ende | Status                                                                                                   | Lage/Ortschaft                                                                                           | Koordinaten             |
| ----------------- | ------ | ---- | --- | --- | ----------------------- |
| Altenburg I       | 1923   | 1943 | Stillgelegt, landwirtschaftlich rekultiviert                                                             | zwischen Arnsbach (Borken) und Trockenerfurth, teilweise unter der heutigen Kippe Altenburg              | 51,04817° N, 9,24983° O |
| Altenburg II      | 1942   | 1964 | Stillgelegt, landwirtschaftlich rekultiviert                                                             | zwischen Großenenglis, Gombeth und der Schwalm                                                           | 51,07128° N, 9,27615° O |
| Altenburg III     | 1946   | 1955 | Stillgelegt, landwirtschaftlich rekultiviert, teilweise bebaut, teilweise im Tagebau Gombeth aufgegangen | zwischen dem Kraftwerk Borken, der Schwalm und dem Tagebau Gombeth                                       | 51,05602° N, 9,27735° O |
| Altenburg IV      | 1954   | 1975 | Stillgelegt, geflutet (Borkener See)                                                                     | zwischen Borken, Trockenerfurth und Nassenerfurth                                                        | 51,03469° N, 9,2669° O  |
| Schwalm           | 1958   | 1961 | Stillgelegt, landwirtschaftlich rekultiviert                                                             | zwischen dem Tagebau Altenburg II und der Schwalm, nördlich des Kraftwerks                               | 51,0637° N, 9,26697° O  |
| Grube Singlis     | 1961   | 1972 | Stillgelegt, geflutet (Singliser See)                                                                    | zwischen Gombeth und Singlis, nördlich der L 3149                                                        | 51,05969° N, 9,30513° O |
| Haarhausen 1      | 1964   | 1975 | Stillgelegt, landwirtschaftlich rekultiviert                                                             | zwischen Nassenerfurth und Dillich, östlich der L 3149                                                   | 51,01756° N, 9,27276° O |
| Grube Gombeth     | 1970   | 1986 | Stillgelegt, teilweise als Deponie verfüllt, geflutet (Gombether See)                                    | zwischen Kraftwerk, Gombeth und dem Tagebau Singlis, teilweise auf dem Gebiet des Tagebaus Altenburg III | 51,05963° N, 9,28577° O |
| Ostheim           | 1973   | 1989 | Stillgelegt, geflutet (Goldbergsee)                                                                      | zwischen Ostheim und Sipperhausen (ca. 15 km vom Kraftwerk Borken entfernt)                              | 51,07042° N, 9,4735° O  |
| Haarhausen 2      | 1975   | 1980 | Stillgelegt, landwirtschaftlich rekultiviert                                                             | zwischen Haarhausen und Nassenerfurth, westlich der L 3149                                               | 51,0724° N, 9,47326° O  |
| Grube Stockelache | 1976   | 1985 | Stillgelegt, geflutet (Naturbadesee Stockelache)                                                         | zwischen Kleinenglis und der Schwalm, östlich der A 49                                                   | 51,06454° N, 9,24276° O |
| Zimmersrode       | 1978   | 1991 | Stillgelegt, geflutet, Zimmersröder See                                                                  | zwischen Zimmersrode und Neuenhain, westlich der L 3149                                                  | 51,00079° N, 9,23264° O |

### Tiefbau
Borken war eines der wenigen Braunkohlereviere in Deutschland, in denen auch im Tiefbau gefördert wurde. Der mit Abstand größte Tiefbaubetrieb im Borkener Revier war die Schachtanlage Stolzenbach. Nach dem Grubenunglück von Stolzenbach am 1. Juni 1988 wurde die Förderung von Braunkohle im Untertagebau im Borkener Braunkohlerevier komplett eingestellt.
| Tiefbau      | Beginn | Ende | Lage/Ortschaft                                                                                       | Koordinaten             |
| ------------ | ------ | ---- | --- | ----------------------- |
| Altenburg I  | 1924   | 1960 | zwischen Arnsbach, Trockenerfurth und Borken, auf beiden Seiten der Main-Weser-Bahn                  | 51,04336° N, 9,25502° O |
| Altenburg II | 1947   | 1971 | nördlich und südöstlich von Großenenglis, angrenzend an den Tagebau Altenburg II                     | 51,07086° N, 9,26816° O |
| Schwalm      | 1956   | 1964 | zwischen dem Tagebau Altenburg II, der Schwalm und Gombeth                                           | 51,06171° N, 9,28542° O |
| Altenburg IV | 1960   | 1967 | zwischen dem Tagebau Altenburg IV und Borken, südlich des Tiefbaues Altenburg I                      | 51,03729° N, 9,2722° O  |
| Weingrund    | 1961   | 1980 | südlich des Tagebaues Altenburg IV, unter dem Borkener Stadtwald, westlich des Tiefbaues Stolzenbach | 51,02547° N, 9,26695° O |
| Stolzenbach  | 1956   | 1988 | auf allen Seiten von Stolzenbach                                                                     | 51,00999° N, 9,29241° O |

### Flächenausdehnung
Das Borkener Braunkohlerevier beanspruchte eine Fläche von 1.500 ha der Gemarkungen der Stadt Borken.
- Altenburg II: 114 Hektar Tagebau
- Altenburg III: 65 Hektar Tagebau
- Altenburg IV: 172 Hektar Tagebau

## Bergbaufolgelandschaft
Die Tagebaurestlöcher wurden nach der Auskohlung rekultiviert. Dabei wurde Abraum von fördernden Gruben in die ausgekohlten verfüllt; teilweise füllten sie sich mit Wasser. Hierbei entstanden folgende Seen und Teiche (7 sowie 11–13 liegen nicht in den Gemarkungen der Stadt Borken):
1. Stockelache
2. Gombether See
3. Singliser See
4. Borkener See
5. Stolzenbacher Teich
6. Teufelsbach Teich
7. Zimmersröder See
8. Haarhäuser See
9. Dillicher See
10. Schloßteich
11. Neuenhainer See
12. Dorheimer Teich-West
13. Dorheimer Teich-Ost[5]